# Троецкий
Троецкий — хутор в Новоаннинском районе Волгоградской области России. Входит в состав Панфиловского сельского поселения. Население 229 человек (2015).

## География
Расположен в северо-западной части области, в лесостепи, в пределах Хопёрско-Бузулукской равнины, являющейся южным окончанием Окско-Донской низменности. Есть пруд.
Абсолютная высота 143 метр над уровнем моря.
Уличная сеть
состоит из семи географических объектов:
- Переулки: Исторический пер., Казачий пер., Молодёжный пер.
- Улицы: ул. Запрудная, ул. Степная, ул. Целинная, ул. Центральная

## Население
| 2010 | 2015 |
| ---- | ---- |
| 221  | ↗229 |

Гендерный состав
По данным Всероссийской переписи населения 2010 года в гендерной структуре населения из 221 человек мужчин — 94, женщин — 127 (42,5 и 57,5 % соответственно).
Национальный состав
Согласно результатам переписи 2002 года, в национальной структуре населения
русские составляли 90 % из общей численности населения в 254 человек.

## Инфраструктура
Развитое сельское хозяйство. Личное подсобное хозяйство.
Ведётся газификация хутора. Внутрипоселковый газопровод, автономная встроенная газовая котельная здания сельского клуба включены в областную целевую программу «Газификация Волгоградской области на 2013—2017 годы».

## Транспорт
Выезд на федеральную автодорогу Р-22 Каспий.
Просёлочные дороги.